# Pauw (televisieprogramma)
Pauw was een Nederlands tv-praatprogramma van BNNVARA (voorheen VARA), geproduceerd en gepresenteerd door Jeroen Pauw. De laatste uitzending was op vrijdag 20 december 2019.

## Achtergrond
Het programma werd gepresenteerd vanuit de Westergasfabriek, net als het programma Pauw & Witteman. Deze uitzendlocatie was verbouwd om de gasten het gevoel te geven dat ze zich in een nachtclub bevonden. Het programma volgde op 1 september 2014 Pauw & Witteman op in het tijdslot tussen 23.00 uur en middernacht op NPO 1. In de laatste week voor de zomerstop van 2017 (daarna ging Jinek verder), werd het aanvangstijdstip tijdelijk verplaatst naar 22.10 uur. Dit in verband met een nieuw programma van Paul de Leeuw om 23.15 uur.
Vanaf 2017 werd het programma evenredig verdeeld qua uitzendmaanden met de talkshow Jinek van Eva Jinek. Elk programma was vanaf dat jaar zo’n zes maanden per jaar te zien, verdeeld over twee kwartalen per programma, waarin elk programma na een kwartaal werd opgevolgd door de ander. Uitzonderingen waren de jaren 2017 en 2019, toen Jeroen Pauw en Eva Jinek, naar aanleiding van de Tweede Kamerverkiezingen van 2017 en Provinciale Statenverkiezingen van 2019, samen het programma Pauw & Jinek: De Verkiezingen presenteerden. Op zondagavond 19 mei 2019 werd een extra Pauw uitgezonden vanwege de overwinning van Duncan Laurence op het Eurovisiesongfestival 2019 in Tel Aviv een dag eerder. Dat was tevens de meest bekeken uitzending in de geschiedenis van het programma. Bijna 2,3 miljoen mensen (49 procent marktaandeel) keken naar de talkshow.
Op maandag 9 december 2019 maakte Pauw bekend dat het televisieprogramma eind dat jaar zal stoppen.
In de laatste uitzending werd op 20 december 2019 teruggeblikt op het jaar met enkele vaste gasten, die tevens hun favoriete fragmenten van Pauw toonden. Er keken 1,3 miljoen kijkers naar de laatste aflevering.

## Prijzen
- Op 2 maart 2015 won Jeroen Pauw een van De TV-Beelden in de categorie 'beste actuele programma' voor zijn gesprek met Frans Timmermans over de vliegramp met MH17.

## Trivia
- Regisseur Siebe de Steenwinkel is de vader van Maan, winnares van The Voice of Holland.